# Cleatlam
Cleatlam – wieś w Anglii, w hrabstwie Durham. Leży 29 km na południowy zachód od miasta Durham i 358 km na północ od Londynu.